# Інверторний кондиціонер
Інверторний кондиціонер — торгова назва кондиціонерів повітря обладнаних інверторним компресором, у яких є можливість зміни частоти обертання двигуна компресора (інвертор — від лат. Inverto — перевертаю, звертаю, змінюю). Блок керування у таких кондиціонерах перетворює змінну напругу живлення промислової частоти на постійну напругу, а потім з неї утворює змінну напругу необхідної частоти. Таке перетворення дозволяє обирати дешевший електродвигун компресора та в широких межах змінювати його швидкість обертання. Завдяки такій технології, інверторні кондиціонери більш ощадні і забезпечують гнучкішу та точнішу підтримку температури, ніж кондиціонери із звичайним компресором. Крім того, вони можуть працювати в більш широких межах зовнішніх температур (зазвичай від -25 °C до +45 °C).
Перший інверторний кондиціонер з'явився 1981 року в Японії. Сьогодні (2000-і) інверторна технологія використовується майже у всіх виробників кліматичного обладнання нарівні зі звичайними (дешевшими) кондиціонерами.
Переваги інверторних кондиціонерів порівняно з не-інверторними полягають в тому, що у звичайних моделях задана температура у приміщенні, підтримується почерговими вмиканнями-вимиканнями компресора. Під час постійних пусків індукційного двигуна компресора, такий кондиціонер споживає надмірну потужність (в кілька разів більшу від номінальної) через перехідні процеси, що водночас призводить до більшого зношення механічних частин пристрою. Водночас, часте вимкнення такого кондиціонера, призводить до втрат тепла/холоду від холодагенту, який через постійні вимикання компресора лишається за межами кондиціонованого приміщення. В інверторних кондиціонерах ці явища проявляються значно меншою мірою.

## Особливості
В компресорах інверторного типу використовують фреон таких марок: R410A, R32[джерело?]
- швидкий вихід на заданий температурний режим (приблизно вдвічі швидше, ніж на не-інверторних моделях);
- можливість більш точного підтримувати встановлену температуру за рахунок плавного керування швидкості обертання двигуна компресора;
- робота вентилятора двигуна на малих обертах компресора знижує рівень шумів внутрішнього і зовнішнього блоку (від 20 до 26 дБ);
- у разі правильного вибору потужності пристрою, споживання електроенергії порівняно з не-інверторним кондиціонером подібної продуктивності, зменшується до 3-х раз.
- високий коефіцієнт потужності і відсутність реактивних складових споживання струму під час роботи компресора, знижує нагрівання проводів силової мережі.
- робота на обігрів при зовнішній температурі до -25 °C (в кліматичних умовах України можливе використання як засіб опалення приміщення)[джерело?].